# Obereopsis shembaganurensis
Obereopsis shembaganurensis är en skalbaggsart som beskrevs av Stefan von Breuning 1957. Obereopsis shembaganurensis ingår i släktet Obereopsis och familjen långhorningar. Inga underarter finns listade i Catalogue of Life.